# Potiron rouge vif d'Étampes

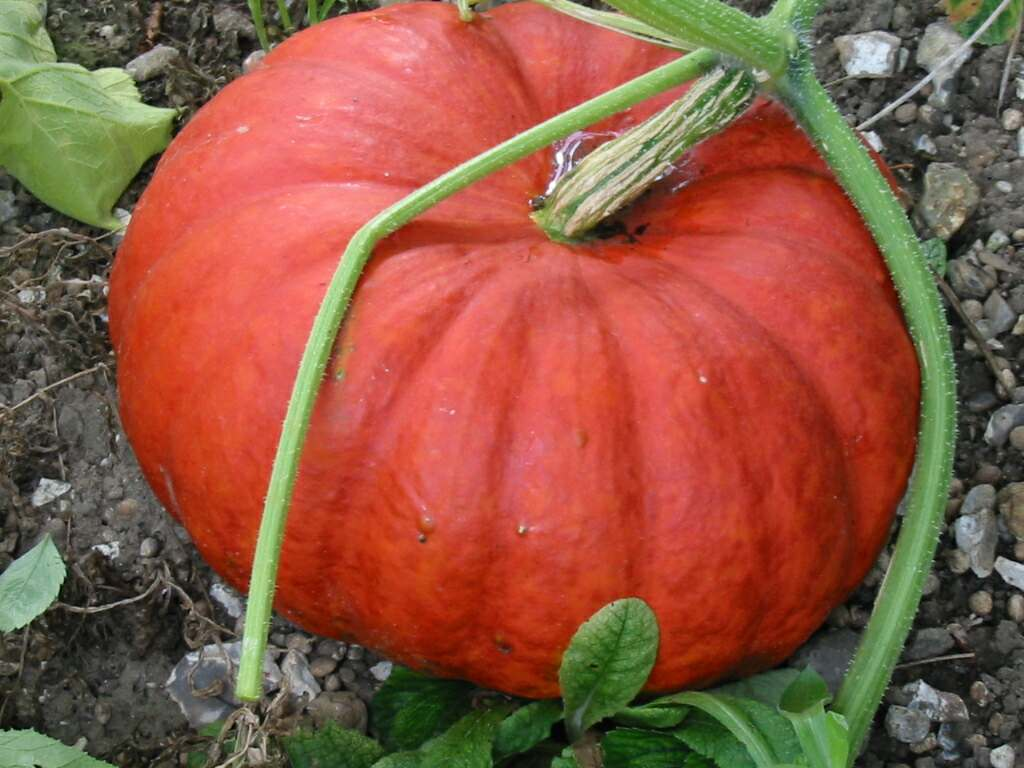
Rouge vif d'Étampes

Le rouge vif d'Étampes est une variété cultivée de potiron (Cucurbita maxima), parmi les plus consommées en France avec le potimarron, originaire de la ville d'Étampes dans l'Essonne.

## Description
Appartenant à la famille Cucurbitaceae, ce potiron est caractérisé par un très gros volume, par sa forme aplatie avec de larges côtes et par sa couleur rouge orangé. Il possède une écorce mince et brillante. Sa chair est épaisse. Le pédoncule, de section cylindrique, est épais et d'aspect spongieux. Il pousse facilement, sur tous les terrains, même avec un faible arrosage. Un potiron de 7 kg donnera 150 graines à semer l'année suivante en poquet, mais aussi plus de 4 litres de soupe. Les gros spécimens sont des supports idéaux pour la scarification ou le découpage pour Halloween.